# Автошлях Т 2108
Автошля́х Т 2108 — територіальний автомобільний шлях в Україні, Вовчанськ — пункт контролю Плетенівка. Проходить територією Вовчанського району Харківської області.
Починається в місті Вовчанськ Т 2104, проходить коло села Плетенівка та закінчується на кордоні з Росією.
Загальна довжина — 8,8 км.